# Syndrome du bernard-l'ermite
Le syndrome du bernard-l’ermite (angl. Hermit Crab syndrome) est un concept utilisé en psychologie cognitive qui désigne un trouble émotionnel et cognitif lié à un changement soudain, parfois brutal, de la compréhension qu’une personne a de son environnement (modification paradigmatique). Il se caractérise par un rapide va-et-vient entre émotion et cognition avec une intensité qui varie selon l’ampleur de la remise en question du rapport au monde.

## Le syndrome du bernard-l’ermite et le rapport au réel
Le syndrome du bernard-l’ermite (SBL) réfère au crustacé du même nom qui est obligé de changer de coquille ou de tourelle devenus trop étroits afin de continuer à grandir. Lors de ce changement, le Bernard-l’ermite est particulièrement vulnérable puisqu’il n’a plus de carapace protectrice. De façon analogique, certains événements ou phénomènes vécus peuvent amener une personne à devoir modifier sa connaissance et sa perception des choses. Ce passage d’un schéma de pensée qu’elle avait auparavant à un schéma différent, plus ouvert et plus large (une modification du paradigme) est un processus cognitif et émotionnel qui, selon le bagage intellectuel, culturel et le système de croyances de la personne, ainsi que le degré d’estime de soi, sera plus ou moins facile et rapide. Dans tous les cas, la personne qui n’a pas encore achevé ce processus se trouve dans un état cognitif et émotionnel vulnérable, au point de risquer dans certains cas une décompensation psychotique, spécialement les adolescents, ou une structuration de personnalité schizotypique,ou schizophrénique. Par contre, l’intégration cognitive et l’instauration d’un nouveau paradigme amène une stabilisation émotionnelle relative et acceptable par la personne et son entourage.

## Le syndrome du Bernard-l’ermite, une interaction entre émotion et cognition
Ce syndrome a été développé, dans les travaux menés à partir de 2010 à l’Université catholique de Louvain en Belgique, par le docteur en psychologie François Mathijsen auprès de populations d’adolescents concernant leurs intérêts et leurs pratiques paranormales. Mathijsen a constaté et théorisé une série de changements émotionnels et cognitifs parfois violents qui se traduisent par une modification du rapport au réel et de la connaissance qu’une personne peut en avoir.
Dans le sillage des travaux de Garety et Hemsley, d’Epstein, de Janoff-Bulman et de Rimé, Mathijsen a décrit et modélisé l’interaction réciproque entre émotion et cognition en insistant sur la préséance de la cognition sur l’émotion. Selon Mathijsen, ce n’est pas l’émotion qui change le regard sur le monde, mais une brutale et très courte prise de conscience (un « flash » de quelques nanosecondes) concernant la réalité, immédiatement suivi d’une émotion. C’est le binôme cognition-émotion qui amène un changement de regard sur ce qui constitue le réel et qui, selon la capacité qu’a la personne d’intégrer cette nouvelle donne dans sa structure paradigmatique, apportera un apaisement ou une inquiétude profonde. Cette structure Cognition-Émotion-Cognition-Émotion (C-E-C-E) est un élément-clé du syndrome du Bernard-L’ermite.

## Quatre stades cognitifs et émotionnels
François Mathijsen distingue quatre étapes cognitives et émotionnelles selon un ordre et une structure précises[19]. La personne qui est confrontée à une expérience que son entendement n’arrive pas à saisir parcourt quatre étapes ou stades cognitifs et émotionnels indissociables, en un laps de temps parfois très court :
- 1er stade : une dissonance cognitive (cognition-émotion) face à une situation qui entre en conflit avec le paradigme, ce qui engendre une émotion de malaise (cognition-émotion).
- 2e stade : la dissonance est suivie d’une lutte cognitive (cognition-émotion), c’est-à-dire une tentative de préserver le plus longtemps possible ses conceptions a priori de la réalité. Cela se fait soit par le déni, soit par un va-et-vient d’arguments et de contre-arguments. Cette situation non-tranchée donne un répit cognitif et permet un certain apaisement émotionnel (cognition-émotion).
- 3e stade : quand cette barrière cognitive par le doute ou l’auto-argumentation ne tient plus, c'est la rupture cognitive (cognition-émotion). Cela crée une instabilité brutale de la structure de connaissance qui entraîne une anxiété soudaine qui peut être importante (cognition-émotion). Cet état de fragilisation paradigmatique et d'inconfort émotionnel est le syndrome du Bernard-l’hermite puisque, comme le crustacé qui doit changer de coquille pour survivre, il y a la nécessité d'une mise à jour de la structure de connaissances pour évacuer la dissonance cognitive et le malaise émotionnel[19].
- 4e stade : soit la personne accepte cet élargissement paradigmatique (cognition-émotion) et échappe au malaise émotionnel qui s’était installé pour retrouver une certaine stabilité (cognition-émotion), soit elle instaure un déni (et donc une instabilité) ou n'arrive pas à un compromis cognitif et il y a risque d'un trouble cognitif et émotionnel durable et profond, voire une décompensation psychotique.

## Une approche thérapeutique
Il peut donc être utile pour le médecin ou le thérapeute, pendant l’anamnèse ou dans la recherche étiologique d’une anxiété persistante, de chercher toute expérience qui aurait pu déstabiliser la structure paradigmatique du patient et induire un syndrome du Bernard-l’hermite. En effet, la personne qui s’est trouvée confrontée à une situation qu’elle ne peut expliquer ou qu'elle a eu du mal à comprendre peut avoir été contrainte d’entrer dans un processus soit de déni, soit d’acceptation et d’élargissement du rapport à son environnement et de la connaissance qu’elle en a, c’est-à-dire de son paradigme. Ou n'a pas réussi à intégrer cette nouvelle information de façon cognitivement et émotionnellement satisfaisante, c’est-à-dire apaisante.
Une approche thérapeutique est basée sur :
- La reconnaissance sans jugement de son objectivité par le thérapeute ;
- L’élaboration, avec le patient, d’une explication satisfaisante à partir de ses propres outils socio-culturels, ce qui pourra permettre une remise à jour du paradigme et une disparition de la dissonance et du malaise qu’elle entraine.